# Willeroncourt
Willeroncourt is een gemeente in het Franse departement Meuse in de regio Grand Est en telt 119 inwoners (1999).
Op 22 maart 2015 werd de gemeente overheheven van het kanton Ligny-en-Barrois naar het kanton Vaucouleurs, dat daarvoor tot geheel onder het arrondissement Commercy viel. De gemeente maakt deel uit van het arrondissement Bar-le-Duc.

## Geografie
De oppervlakte van Willeroncourt bedraagt 7,9 km², de bevolkingsdichtheid is 15,1 inwoners per km².
De onderstaande kaart toont de ligging van Willeroncourt met de belangrijkste infrastructuur en aangrenzende gemeenten.

## Demografie
Onderstaande figuur toont het verloop van het inwonertal (bron: INSEE-tellingen).